# Hadennia ochreistigma
Hadennia ochreistigma är en fjärilsart som beskrevs av George Francis Hampson 1895. Hadennia ochreistigma ingår i släktet Hadennia och familjen nattflyn. Inga underarter finns listade i Catalogue of Life.